# هايبر أولمبيك
هايبر أولمبيك (بالإنجليزية: Hyper Olympic)‏ وتسمى في النسخة الأجنبية تراك أند فيلد (Track & Field) ، هي لعبة فيديو إلكترونية صدرت عام 1983م، وتتعلق الموضوع لرياضة الألعاب الأولمبية المحددة مثل الجري والقفز على الحواجز والتصويب.

## وصلات خارجية
- Track and Field على موقع القائمة القاتلة لألعاب الفيديو
- Twin Galaxies High Score Rankings for Track and Field
- Track and Field entry at the Centuri.net Arcade Database
- Track and Field في موقع World of Spectrum